# Shinji Tatsumi
- Đối với bản gốc Kamen Rider Ryuki, xem Shinji Kido.

Shinji Tatsumi (tatsumi shinji) là cư dân Kamen Rider trong World of Ryuki trong Kamen Rider Decade.

## Thông tin nhân vật
- Giới tính: Nam.
- Series: Kamen Rider Decade.
- Motif: Rồng Nhật Bản.
- Loại Rider: Hero.
- Homeworld: Trái Đất (World of Ryuki).
- Sự xuất hiện đầu tiên: Battle Trial: Ryuki World.
- Xuất hiện cuối: Kamen Rider × Kamen Rider Double & Decade: Movie Đại Chiến 2010.
- Số lần xuất hiện:
- 2(Decade).
- 1(Phim).

(Danh mục đầy đủ số lần xuất hiện).
- Diễn viên: Momosuke Mizutani.

## Shinji Tatsumi
- Ông là một người đàn ông trẻ, người làm việc cho Atashi Journals cùng với người đồng nghiệp của mình là Ren Harugo cho đến khi Ren rời tòa soạn mà không có lý do nào. Từ đó Shinji bị quẫn trí và cảm thấy mình bị phản bội.

Tuy nhiên, khi biên tập viên Reiko Momoi bị giết bí ẩn, Shinji thấy Ren có mặt tại hiện trường nơi vụ án xảy ra. Ngay lập tức, Shinji được tuyển chọn thành Kamen Rider Ryuki để tham gia Hội đồng xét xử Kamen Rider cho nghi phạm giết Reiko Momoi: Natsumi Hiraki.

## Tiểu sử
Khi cuộc xét xử bắt đầu, Shinji làm quen với Yusuke Onodera và Tsukasa Kayoda (Kamen Rider Decade), người đại diện cho Natsumi Hiraki là một luật sư bào chữa.

## Đằng sau hậu trường
- Shinji Tatsumi được thể hiện bởi Momosuke Mizutani (□□□□,mizutani momosuke). Như Kamen Rider Ryuki, diễn viên phục trang của ông là Jun Watanabe (□□□,watanabe jun).

## Xuất hiện
Bài chi tiết: Shinji Tatsumi/Số lần xuất hiện.